# Daler de las Indias Occidentales Danesas
El Daler fue la moneda de curso legal en las Indias Occidentales Danesas desde 1849 hasta el año 1917. Sustituyó al Rigsdaler colonial.

## Monedas
En 1859, fueron introducidas monedas en denominaciones de 1, 3, 5, 10 y 20 centavos. A excepción de la de bronce de 1 centavo, estas monedas eran de plata. En 1904, con el nuevo sistema monetario, monedas de oro fueron introducidas en denominaciones de 4 daler (20 francos) y 10 daler (50 francos). Estas fueron seguidas en 1905 por las denominaciones de ½, 1, 2, 5, 10, 20 y 40 centavos. Estas monedas también llevaban las denominaciones de 2 ½, 5, 10 y 50 bits, 1 y 2 francos. Las monedas de ½, 1 y 2 centavos fueron acuñadas en bronce, los 5 centavos en níquel y las otras denominaciones en plata.

## Billetes
En 1849, el Tesoro Público introdujo billetes en denominaciones de 2, 3, 5, 10, 50 y 100 dalere. El Banco de San Thomas emitió billetes denominados en dólares entre 1837 y 1889.
En 1905, el Nationalbank Dansk-Vestindiske introdujo billetes en denominaciones de 5, 10, 20 y 100 francos, que también dio indicaciones de su valor en coronas danesas, 3,6, 7,2, 14,4 y 72 coronas.